# باولو ماسيدو (كرة سلة)
باولو ماسيدو مواليد 28 مايو 1968 في لواندا، هو مدرب كرة سلة أنغولي ولاعب سابق. بدأ مسيرته الاحترافية في سنة 1979. يدرب في الدوري الأنغولي لكرة السلة. مثّل منتخب بلاده. شارك في دورة الألعاب الأولمبية الصيفية سنة 1992. حقق المركز الأول في بطولة أمم أفريقيا لكرة السلة 1989. اعتزل اللعب في 1995.

## سجل المنافسة
شارك في المنافسات التالية:
- كأس العالم لكرة السلة 2014
- الألعاب الأولمبية الصيفية 1992

## الميداليات
| الميدالية | المسابقة                          |
| --------- | --------------------------------- |
| ذهبية     | بطولة أمم أفريقيا لكرة السلة 1989 |
| ذهبية     | بطولة أمم أفريقيا لكرة السلة 1992 |
| ذهبية     | بطولة أمم أفريقيا لكرة السلة 1993 |
| ذهبية     | بطولة أمم أفريقيا لكرة السلة 2013 |
| فضية      | بطولة أمم أفريقيا لكرة السلة 2015 |
| برونزية   | بطولة أمم أفريقيا لكرة السلة 1987 |

## روابط خارجية
- باولو ماسيدو على موقع الاتحاد الدولي لكرة السلة (الإنجليزية)
- باولو ماسيدو على موقع الاتحاد الدولي لكرة السلة (الإنجليزية)
- باولو ماسيدو على موقع ريلجم (الإنجليزية)
- باولو ماسيدو على موقع بروبوليرز (الإنجليزية)
- باولو ماسيدو على موقع سبورتس رفرنس (الإنجليزية)
- باولو ماسيدو على موقع أوليمبيديا (الإنجليزية)